# Sugar - Il giovane campione
Sugar - Il giovane campione (Sugar) e un film del 2008 diretto da Anna Boden e Ryan Fleck.

## Trama
Miguel "Sugar" Santos trascorre i fine settimana a casa, passando dai giardini e dai campi curati ai lati del cancello sorvegliato dell'accademia al mondo più sottosviluppato e caotico al di là di esso. Nel suo piccolo villaggio fuori San Pedro de Macorís, nella Repubblica Dominicana, Miguel gode di una sorta di status di celebrità. I suoi vicini si riuniscono per dargli il benvenuto per il fine settimana; i bambini gli chiedono in regalo delle palle da baseball o un vecchio guanto. Per la sua famiglia, che ha perso il padre anni prima, Miguel rappresenta la speranza per un futuro migliore. Con il piccolo bonus guadagnato quando ha firmato con l'accademia qualche tempo prima, ha iniziato a costruire una nuova casa per la sua famiglia, con una cucina più grande per la madre e una stanza separata per la nonna.
Dopo aver imparato un nuovo lancio vincente, Sugar viene invitato agli allenamenti primaverili dai Kansas City Knights, venendo assegnato alla loro affiliata Single A in Iowa, i Quad Cities River Bandits Swing. Qui viene ospitato dalla famiglia Higgins, che ogni anno accoglie giocatori della Swing. Jorge, un giocatore veterano e unico altro dominicano nella squadra, aiuta Miguel a imparare i trucchi del mestiere. Tuttavia, nonostante l'accoglienza degli Higgins e la guida di Jorge, la sfida di Miguel per essere accettato nella comunità si manifesta quotidianamente in piccoli gesti, dalla sua difficoltà a comunicare in inglese a un episodio di intolleranza in un bar locale.
Il dominio di Miguel sul monte di lancio, maschera il suo profondo senso di isolamento. Quando Miguel si infortuna durante una normale azione di prima base, Jorge, il suo unico legame familiare con casa, viene escluso dalla squadra, senza mai recuperare completamente le sue capacità a seguito di un intervento chirurgico al ginocchio fuori stagione. La nuova vulnerabilità di Miguel, unita alla solitudine per la perdita del suo più caro amico, lo costringe a iniziare a esaminare il mondo che lo circonda e il suo posto al suo interno.
La pressione aumenta quando Salvador, un giovane talentuoso lanciatore che un tempo giocava con Miguel, arriva dalla Repubblica Dominicana per unirsi alla squadra. Il gioco di Miguel vacilla e il crescente isolamento inizia a farsi sentire. Mentre il suo sogno inizia a sgretolarsi, Miguel decide di lasciare il baseball per seguire un altro tipo di sogno americano. Arriva così a New York, dove inizialmente fatica a trovare un senso di comunità e a costruirsi una nuova casa, come tanti prima di lui e finisce per giocare a baseball con altri giocatori scartati dalle leghe minori.

## Produzione
Anna Boden e Ryan Fleck hanno scritto la sceneggiatura del film dopo aver svolto ricerche sui numerosi immigrati dominicani che arrivano negli Stati Uniti per giocare nelle città delle serie minori, affermando: "Le storie che abbiamo ascoltato erano così affascinanti che sono diventate ciò che stavamo scrivendo prima ancora di decidere che sarebbe stato il nostro prossimo progetto".
Il film è stato girato in esterni a Davenport e Burlington, due città nello stato dell'Iowa, a circa 112 chilometri di distanza l'una dall'altra. La locandina del film mostra il Rock Island Centennial Bridge, che attraversa il fiume Mississippi, a Davenport. Il film stesso presenta diverse inquadrature del centro di Burlington, inclusi i resti carbonizzati della prima Chiesa Metodista, bruciata a causa di un incendio doloso mesi prima dell'inizio delle riprese.

## Distribuzione
Sugar è stato acquisito da Sony Pictures Classics ed è uscito il 3 aprile 2009 a Los Angeles e New York. Il film è poi stato distribuito in DVD e Blu-ray per il mercato dell'home video nel settembre 2009. Le versioni fisiche e in streaming sono state ridotte a una classificazione PG-13 (rispetto alla classificazione cinematografica originale R) e durano 114 minuti anziché i 120 previsti per il cinema.

## Accoglienza

### Critica
Sugar ha ricevuto recensioni positive dalla critica. L'aggregatore di recensioni Rotten Tomatoes riporta un indice di gradimento del 93%, con una valutazione media di 7,77/10 basata su 137 recensioni. La motivazione riportata sul sito, recita: "Sugar è un film eccezionale - in parte film sportivo, in parte storia di un'immigrazione - attraversato da un dramma toccante, sottolineato da splendide interpretazioni.". L'aggregatore di recensioni Metacritic, che assegna un punteggio standard su 100 alle recensioni dei critici mainstream, assegna al film un punteggio medio di 82 basato su 26 recensioni, indicando come motivazione "un plauso universale". L'American Film Institute inserisce il film tra i suoi Top 10 for 2009.

## Riconoscimenti
- AFI Awards
  - 2010 - Film dell'anno
- Black Reel Awards
  - 2010 - Candidatura al miglior film indipendente a Ryan Fleck] e Anna Boden
- Casting Society of America
  - 2009 - Candidatura all'eccezionale risultato nel casting - lungometraggio a basso budget - drammatico/commedia per Cindy Tolan
- ESPY Awards
  - 2009 - Candidatura al miglior film sportivo
- Film Independent Spirit Awards
  - 2009 - Candidatura alla miglior sceneggiatura ad Anna Boden e Ryan Fleck
- Gotham Independent Film Awards
  - 2009 - Candidatura al miglior cast a Algenis Perez Soto, Rayniel Rufino, Michael Gaston, André Holland, Ann Whitney, Richard Bull, Ellary Porterfield e Jamie Tirelli
- National Board of Review
  - 2009 - Migliori film indipendenti
- Sundance Film Festival
  - 2008 - Candidatura al gran premio della giuria - U.S. Dramatic ad Anna Boden e Ryan Fleck
- Women Film Critics Circle Awards
  - 2009 - Candidatura al miglior film di una donna ad Anna Boden